# Diccionario geográfico de la República de Chile
El Diccionario geográfico de la República de Chile es una obra de Francisco Astaburuaga, publicada por primera vez en 1867.

## Descripción
La primera edición, bajo el título de Diccionario jeográfico de la República de Chile, se publicó en 1867, mientras que la segunda, aumentada y corregida y ya con el título de Diccionario geográfico de la República de Chile, vio la luz en 1899, ya fallecido su autor, Francisco Astaburuaga. El diccionario geográfico, ordenado alfabéticamente, comienza con una descripción del canal de Aaú y concluye con la de Zúñiga.